# Meana (Burgos)
Meana es un despoblado que forma parte del municipio de Condado de Treviño, en la provincia de Burgos, Castilla y León (España).

## Historia
Documentado desde 1025, está situado entre las localidades de Zurbitu y Doroño.
Hacia mediados del siglo XIX, el lugar, ya por entonces perteneciente al municipio de Condado de Treviño, tenía contabilizada una población de nueve habitantes. Aparece descrita en el undécimo volumen del Diccionario geográfico-estadístico-histórico de España y sus posesiones de Ultramar de Pascual Madoz con las siguientes palabras:

MEANA: ald. en la prov., aud. terr. y c. g. de Burgos (18 leg.), dióc. de Calahorra (14), part. jud. de Miranda de Ebro (4), y ayunt. de Treviño (1): sit. en una altura, donde reina con mas frecuencia el viento N.: goza de un clima sano y los constipados son las enfermedades dominantes. Tiene 3 casas; varias fuentes de buenas aguas en el térm.; una igl. parr. (San Miguel Arcanjel), y un cementerio inmediato á ella en un alto: sirven el culto de dicha igl. un cura párroco y un sacristan. Confina el térm. N. Alava, E. Doroño; S. Golernio, y O. un monte que lleva el mismo nombre del pueblo, y cria escelentes robles y yerbas de pasto. caminos: los que dirigen á Golernio, Arrieta, Doroño, Zurbitu y Zumelzu, todos en mediano estado. La correspondencia se recibe de Treviñpo. prod.: trigo, cebada, centeno, avena, maiz, patatas, habas, garbanzos, lentejas y alubias; ganado vacuno, lanar, cabrío y mular; y caza de liebres, perdices, codornices y palomas. ind.: la agrícola. pobl. 3 vec., 9 alm.
(Madoz, 1848, p. 327)